# Olympique de Marseille (handball)
Ne doit pas être confondu avec Olympique de Marseille Vitrolles.
L'Olympique de Marseille est un ancien club de handball français ayant aligné des équipes masculines et féminines.

## Histoire
La section handball de l'Olympique de Marseille a existé dans les années 1940/1950. 
Lors de la saison 1951-1952, l'équipe masculine dispute notamment le Championnat de France de handball à onze, et est éliminé au deuxième tour de la  Coupe de France tandis que la section féminine joue le tour préliminaire du Championnat de France de handball à sept. Lors de la saison 1952-1953, l'équipe féminine est engagée dans le championnat de France à sept tandis que l'équipe masculine est éliminée en 32e de finale de la Coupe de France à onze. Les handballeurs olympiens disputent le Championnat de France 1953-1954.
En 1959, l'OM échoue en match de barrage à Marseille contre le Dijon Université Club pour l'accession en Championnat de France Honneur (16-15 après prolongation).
La section est dissoute en 1961.
Une équipe portant le nom de l'OM, l'Olympique de Marseille Vitrolles, performera sur la scène nationale et continentale au début des années 1990 ; elle n'a pas de lien juridique officiel avec l'Olympique de Marseille.

## Bilan saison par saison
| Saison    | Division             | Classement/Tour final                |
| --------- | -------------------- | ------------------------------------ |
| 1953-1954 | Nationale (D1)       |                                      |
| 1958-1959 | Divisions régionales | Barrages d'accession en Honneur (D3) |

| Saison    | Division       | Classement/Tour final | Coupe de France       |
| --------- | -------------- | --------------------- | --------------------- |
| 1948-1949 |                |                       | 1er tour éliminatoire |
| 1951-1952 | Nationale (D1) |                       | 2e tour               |
| 1952-1953 | Nationale (D1) |                       | 32e de finale         |

| Saison    | Division       | Classement/Tour final |
| --------- | -------------- | --------------------- |
| 1951-1952 | Nationale (D1) | 2e Poule III          |
| 1952-1953 | Nationale (D1) | 4e Poule IV           |